# Villa San Giovanni
Villa San Giovanni è un comune italiano di 12 616 abitanti della città metropolitana di Reggio Calabria in Calabria.
La città si affaccia sullo stretto di Messina ed il suo porto è il terminal principale del traghettamento per la Sicilia. Punta Pezzo, infatti, situata nel comune di Villa, rappresenta il punto di maggiore vicinanza fra la sponda calabrese e quella siciliana: ciò ha reso la città la località ideale per l'attraversamento dello stretto.
Il 12 aprile 2005 il presidente della Repubblica, Carlo Azeglio Ciampi, ha conferito al comune di Villa San Giovanni il titolo di città.

## Geografia fisica
L'abitato di Villa San Giovanni è contiguo a sud all'area urbana di Reggio Calabria, in località Bolano, confinando a nord con il comune di Scilla, in località Marina di San Gregorio, alla foce del torrente San Gregorio (38° 14' 45'' latitudine nord), a est con il comune di Campo Calabro e, infine, essendo delimitato a ovest dal mare dello stretto di Messina.
Il territorio comunale si estende prevalentemente lungo una fascia pianeggiante che costeggia lo stretto, mutando verso est e nord-est in basse colline che raggiungono modeste altitudini. Oggi si presenta intensamente urbanizzato e densamente abitato.

## Storia

### Dall'antichità al Medioevo
L'area su cui sorge l'attuale abitato di Villa San Giovanni (anticamente identificata come Cenidéo, dal Capo Cenide) ricoprì un ruolo strategico dal punto di vista economico e militare per le popolazioni che si avvicendarono nel dominio del Mediterraneo già dall'epoca magnogreca. Infatti qui era situato il Trajectum Siciliæ (in latino Passaggio verso la Sicilia), presso il sito dell'antica Colonna Reggina, da dove si attraversava lo Stretto per raggiungere l'isola.
Un centro abitato sito fra Pezzo e Cannitello, probabilmente legato alla presenza del tempio del dio Poseidone, è attestato già in un periodo precedente alle guerre puniche per servire i traffici (soprattutto romani) con la Sicilia, specialmente il trasporto del grano per la città di Roma. Il sito fu distrutto una prima volta durante la seconda guerra punica, intorno al 214 a.C., dal generale cartaginese Annone. Successivamente ricostruito, verso l'anno 36 a.C. fu di appoggio a Ottaviano nella sua guerra contro Sesto Pompeo; riporta infatti Appiano che qui il futuro imperatore si fermò, si fece curare e fece stanziare le sue truppe.
L'insediamento ebbe fine presumibilmente nel V secolo, forse distrutto da popolazione barbariche giunte sino allo Stretto per assediare Reggio, forse per opera di Alarico, che nel 412 dopo aver preso Reggio tornò indietro trovando la morte nei pressi di Cosenza. Da questo momento in poi non si hanno più tracce nella storia del sito.
Secondo quanto riferisce lo storico villese Luigi Nostro, negli anni successivi alla fine dell'Impero Romano d'Occidente, presso l'attuale quartiere di Pezzo sorse un nuovo centro abitato, chiamato Cene, che però subì un rapido abbandono fra l'850 e l'870 a causa delle incursioni saracene. I suoi abitanti fondarono Cenisio nell'entroterra pre-aspromontano, città che lungo il Medioevo cambierà il suo nome in Fiumara di Muro o dei Mori (l'attuale Fiumara). Da allora in poi, il territorio compreso fra Cannitello e Catona lungo la costa e sino a San Roberto nell'entroterra appartenne alla Signoria di Fiumara di Muro.

### Età moderna
Gli ultimi decenni del XVI secolo videro il risorgere nella zona di piccoli villaggi costieri, come Cannitello e Pezzo, abitati per lo più da marinai e pescatori. Più all'interno, presso l'attuale centro di Villa, esisteva un borgo chiamato Fossa. Successivamente si formarono anche Piale ed Acciarello. La ripopolazione costiera accelerò nel XVIII secolo il progressivo declino di Fiumara di Muro, finché nel 1806 la riforma amministrativa attuata da Giuseppe Bonaparte soppresse definitivamente il regime feudale e la Signoria di Fiumara scomparve.
L'8 gennaio 1676 si combatté una battaglia navale fra la flotta olandese e quella francese nelle acque dello Stretto antistanti Punta Pezzo, con esito vittorioso per la seconda. Probabilmente i cannoni rinvenuti a Pezzo nel 1902 risalgono a questa battaglia.

#### La peste del 1743 e l'incendio di Fossa
Nel 1743 un increscioso avvenimento coinvolse il piccolo borgo di Fossa. Nel marzo di quell'anno una nave genovese carica di grano proveniente da Patrasso aveva portato la peste a Messina (fu quella l'ultima grande epidemia di peste dell'Europa occidentale). Il Consiglio sanitario cittadino di Reggio Calabria aveva ordinato a tutte le barche di non avvicinarsi al porto di Messina e si instituirono dei turni di guardia sulle coste per far rispettare l'ordinanza.
Il Consiglio sanitario di Messina negava l'epidemia, per non interrompere il commercio con il continente; tuttavia, una volta sentite le notizie allarmanti provenienti dalla città siciliana, i reggini non si fidarono e stabilirono che quattro cittadini, due nobili e due civili, facessero la sorveglianza anche sino a Fossa, la quale allora non contava più di una settantina di abitanti e arrivava forse a duecento con Pezzo e Acciarello, borgo da poco formatosi a seguito dell'esodo della famiglia messinese degli Azzarello proprio a causa della peste. Lungo tutto il mese di aprile arrivarono a Napoli notizie confuse sulla situazione di Messina, sicché il governo non prese i provvedimenti necessari, mentre l'epidemia cresceva enormemente in quella città.
Nella situazione di isolamento in cui si trovava Messina, molti marinai e padroni cominciarono a contrabbandare in generi alimentari e beni di prima necessità fra la sponda calabra dello Stretto e le località di Ganzirri e Torre Faro nel messinese: ciò provocò l'arrivo sul continente di prodotti infetti. Fra tali contrabbandieri vi erano i fratelli Pietro e Paolo Lombardo di Fossa, originari di Fiumara. Si racconta che la notte del 10 giugno i siciliani, non avendo denaro abbastanza sufficiente per pagarli, diedero loro un pastrano e Paolo Lombardo lo accettò e lo indossò: il cappotto era infettato e presto i due fratelli morirono a causa del morbo, seguiti nei giorni seguenti dai loro parenti più stretti. In ogni modo, l'epidemia giunse pure a Fossa.
Saputa la notizia, i due sindaci di Reggio Giuseppe Genovese e Antonio Melissari vollero indagare sull'accaduto; così il governatore Diego Ferri, descritto dalle fonti storiche come uomo dal pessimo carattere e governante autoritario, nominato da poco, inviò a Fossa due fra i migliori medici reggini, Saverio Fucetola e Francesco Marrari. La peste venne accertata dai due specialisti, ma non si fermava il contrabbando illegale con la Sicilia, praticato in realtà anche da molte barche reggine: la peste cominciava a dilagare enormemente anche sulla sponda calabra. Il governatore Ferri ed i due sindaci fecero allora di Fossa il capro espiatorio dell'epidemia e ordinarono una spedizione contro il piccolo centro. Secondo quanto riferisce Luigi Nostro, la mattina del 23 giugno partirono da Reggio circa 3 200 uomini pesantemente armati, dei quali 200 erano mercenari svizzeri ed i restanti cittadini reggini, sotto la guida di Diego Ferri. Inizialmente gli abitanti di Fossa cercarono di resistere, ma dovettero cedere.
Tutti gli abitanti, compresi vecchi, donne e bambini, furono costretti a denudarsi e ad essere lavati con olio e aceto. I reggini si facevano consegnare i vestiti e ogni bene personale e costrinsero gli abitanti a marciare nudi sino a Punta Pezzo. Allora gli armati tornarono a Reggio ed il giorno seguente con l'artiglieria bruciarono tutto l'abitato, con le case, gli animali, le numerose quantità di olio e vino, le barche, gli alberi, i canneti; fu data alle fiamme persino la chiesa di Maria SS.ma delle Grazie di Pezzo, dove si diceva si fosse rifugiato un appestato. I fossesi rimasero in miserevoli condizioni presso la spiaggia di Pezzo per diversi giorni, senza ricevere alcun aiuto. Il Ferri intimò a Carlo Ruffo, Duca di Bagnara e Signore di Fiumara di Muro di provvedere lui, poiché i fossesi erano ancora parte del feudo fiumarese. Ma neanche il Duca si curò di loro: prima negò la peste e finse di mostrarsi irritato per l'atto compiuto dai reggini contro i suoi dipendenti, poi scaricò questi oneri sull'Università di Fiumara, promettendo il rimborso delle spese.
Ma furono inviati solo poche fave ed un bue, certamente insufficienti per tutti gli abitanti. Solo il capitano di una barca proveniente da Tropea che trasportava cipolle ebbe compassione di loro e offrì il suo povero carico. Infine, fra Fossa ed i centri vicini morirono di peste circa ottanta persone. I reggini pensavano di aver in tal modo preservato la città dal morbo, ma ai primi di luglio la malattia giunse anche a Reggio, dove in un anno di epidemia si registrarono circa 5 000 morti di peste, altri 500 circa morti di fame e di stenti ed altri 500 condannati a morte dal governatore Ferri. A Messina su 62 775 abitanti ne rimasero appena 11 436, vale a dire che vi furono 51 319 morti. Gli aiuti del governo venivano assorbiti da Reggio e da Messina e ai fossesi non arrivò niente. Successivamente anche il papa Benedetto XIV inviò 100 000 ducati per i paesi colpiti dalla peste, ma pure questa volta a Fossa non toccò nulla del denaro stanziato.

#### La nascita di Villa San Giovanni
La svolta nella storia del territorio avvenne alla fine del XVIII secolo, quando Rocco Antonio Caracciolo, ricco proprietario terriero e imprenditore serico fossese, volle staccare i casali di Fossa, Pezzo, Cannitello, Piale e Acciarello dall'allora Università di Fiumara di Muro, grazie ai buoni uffici presso la corte borbonica del Regno di Napoli, allo scopo di dare unità politica ed amministrativa a piccole comunità tra loro distanti e rivali. Dopo un aspro confronto con la famiglia Greco, altra importante famiglia gentilizia fossese, il nuovo centro fu denominato dapprima Fossa San Giovanni e poi Villa San Giovanni (nuovo nome concesso con decreto del re Ferdinando IV del 6 novembre 1791).
Villa aveva allora una popolazione di circa 1 200 abitanti. L'abitato era stato intanto devastato dal sisma del 5 febbraio 1783.
Nel 1797 i villesi ottennero di poter eleggere dei propri sindaci (tre, secondo l'ordinamento dell'epoca) e si può datare all'anno successivo la nascita dell'Università di Villa San Giovanni, corrispondente all'attuale comune.
Il 7 gennaio 1799 sbarcò a Pezzo il cardinale Fabrizio Ruffo, che iniziò da lì la sua riconquista del Regno di Napoli; dall'8 febbraio molti volontari della zona cominciarono ad unirsi all'esercito della Santa Fede presso Pezzo stesso.
Nel 1807 Cannitello e Piale si staccarono da Villa, formando comune a sé, con sede a Cannitello, non riuscendo però a comprendere anche Pezzo, che rimase all'interno di Villa.

#### Il periodo napoleonico e Gioacchino Murat
Nel 1810 Gioacchino Murat, re di Napoli e cognato di Napoleone Bonaparte, per quattro mesi governò il regno meridionale dalle alture di Piale. Egli, muovendosi da Napoli per la conquista della Sicilia (dove si era rifugiato il re Ferdinando IV sotto la protezione degli inglesi, un esercito dei quali era accampato presso Punta Faro a Messina), giunse a Scilla il 3 giugno 1810 e vi restò sino al 5 luglio, quando fu completato il grande accampamento di Piale. Nel breve periodo di permanenza, Murat fece costruire i tre forti di Torre Cavallo, Altafiumara e Piale, quest'ultimo con torre telegrafica. Il 26 settembre dello stesso anno, constatando impresa difficile la conquista della Sicilia, Murat dismise l'accampamento di Piale e ripartì per la capitale.
Le truppe francesi furono presenti nello strategico territorio di Villa per tutto il primo quindicennio del XIX secolo; ciò costituì un elemento negativo per la maggioranza della popolazione e per l'economia locale. Infatti il governo napoleonico imponeva continuamente spese straordinarie ai comuni di Villa e Cannitello per il mantenimento delle truppe lì stanziate, le quali spesso danneggiavano le fiorenti attività commerciali della città, come la filanda di Rocco Antonio Caracciolo. In più, la vicinanza di Villa alla costa siciliana la esponeva alle attività belliche fra i francesi allogati a Piale e gli inglesi stanziati a Torre Faro. In generale, però, i francesi portarono pure delle ottime novità nel Regno, che furono mantenute dopo la restaurazione borbonica, come le scuole pubbliche, le poste, le banche, il telegrafo e (non ultima) la codificazione legislativa.
Durante la sua presenza, Murat si preoccupò anche di sradicare il brigantaggio presente nella zona, affidando tale compito al generale Charles Antoine Manhès, che ottenne buoni risultati.

#### Dalla Restaurazione borbonica all'Unità d'Italia
Negli anni seguenti la restaurazione borbonica continuò lo sviluppo urbano di Villa, tanto che nel 1817 Rocco Antonio Caracciolo curò la definitiva costruzione e sistemazione del cimitero. Prima di allora i morti venivano seppelliti nelle chiese o in determinati fondi di campagna usati a tal fine.
Il governo in quegli anni scelse Villa come sede della posta centrale, nuovo servizio importato dai francesi, poiché essa rappresentava il principale punto di traghettamento per la Sicilia ed uno dei più importanti nodi viari della provincia. Era già stata appaltata la costruzione del grande edificio destinato ad ospitare le Poste ed era già venuto a Villa il direttore Ristori per ordinare gli uffici, quando da Reggio fu preteso il trasferimento di tale ufficio nella città capoluogo, che lo ottenne. Il grande palazzo fu poi venduto all'asta ai fratelli Caminiti di Domenico Antonio, che erano allora maestri di posta per Villa e dintorni.
Nel 1823 venne deciso che il primo vapore di Florio dovesse fermarsi a Villa per prendere i passeggeri e la posta per Napoli, ma di nuovo i reggini pretesero e ottennero che il vapore si fermasse a Reggio, come capoluogo di provincia.
In quegli anni era intendente provinciale il principe Francesco Ruffo, fratello del cardinale Fabrizio Ruffo ed ultimo Signore di Fiumara di Muro e delle Motte vicine, il quale aveva avuto in quegli anni un'aspra vertenza civile con il Comune di Villa a causa di alcuni terreni aspromontani provenienti dal patrimonio feudale dei Ruffo, denominati Foresta d'Aspromonte, che erano stati assegnati al comune villese; ma, senza alcun sentimento di rivalsa, stabilì ugualmente nel 1823 che tenesse lezione a Villa due volte a settimana il maestro di nautica bagnarese Pietro Barbaro, essendo Villa, Pezzo e Cannitello località marittime. Infatti all'epoca vi erano, nella sola Villa, 323 marinai e 36 barche. Fu un'importante conquista per la marineria villese, che ebbe così molti giovani istruiti nella difficile arte della navigazione a vela.
Fra il 1823 ed il 1825 fu aperta la Strada Nazionale (l'attuale Strada Statale 18), mentre nel 1830 venne completata la Fontana Vecchia, la prima fonte d'acqua in muratura posta a servizio del centro abitato, la quale oggi rimane la più antica costruzione esistente in città.
Il 31 agosto 1847 vi fu un tentativo di moto risorgimentale a Villa, Campo Calabro, Rosalì e Calanna. L'iniziativa, fomentata soprattutto da carbonari villesi, cui partecipò anche il giovane Rocco Larussa, divenuto poi celebre scultore, fallì a causa del tempestivo intervento dell'intendente di Reggio, il generale Rocco Zerbi. Il 4 settembre furono inviati da Reggio rinforzi alle batterie di Pezzo, la tentata sommossa fu sedata e i rivoluzionari arrestati.
A Villa e a Pezzo molti erano i carbonari e molti furono i tentativi di sedizioni rivoluzionarie in quegli anni, come in tutta Italia. Vennero tutti duramente repressi dall'amministrazione borbonica e vi furono parecchi arresti e condanne all'ergastolo, anche nei confronti di Rocco Larussa, insieme ai fratelli Giuseppe e Ignazio.

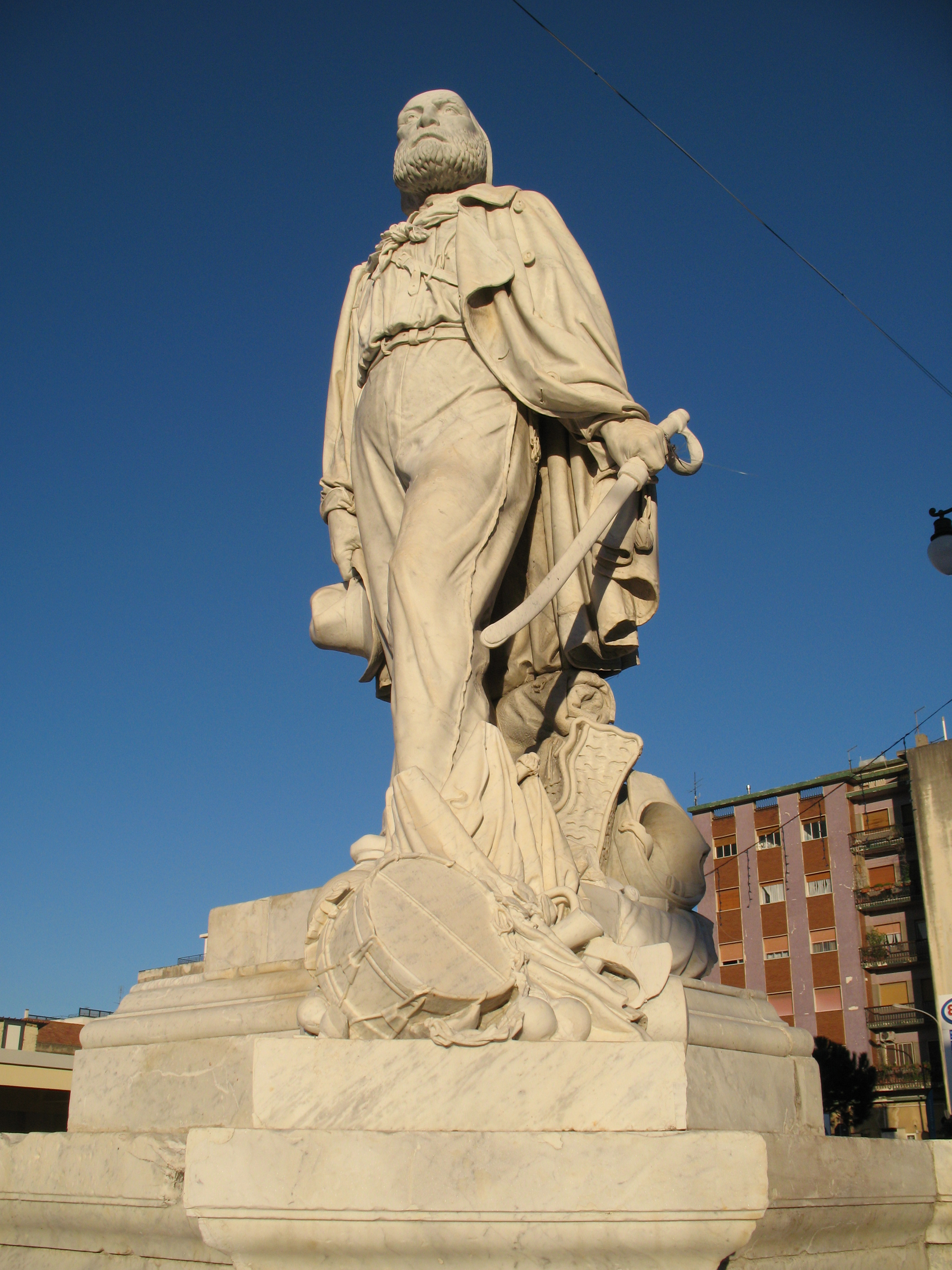
Monumento a Garibaldi, opera dello scultore villese Rocco Larussa

Le alture fra Piale e Cannitello furono il teatro dello scontro tra le truppe di Garibaldi e quelle borboniche dei generali Melendez e Briganti il 23 agosto 1860. In quegli stessi giornì sbarcò sulla spiaggia fra Porticello e Santa Trada un contingente di 200 garibaldini.
Dopo l'Unità d'Italia, l'area, luogo strategico per la difesa dello Stretto, divenne un punto focale nel sistema nazionale di difesa delle coste con la costruzione del Forte Beleno di Piale nel 1888 circa, per far posto al quale venne abbattuta la Torre del Piraino, con l'annesso fortino murattiano. Ciò avveniva in seguito al progetto di fortificazioni del governo italiano per la difesa del territorio nazionale, iniziato fra gli anni settanta e ottanta del XIX secolo.

### Le filande e lo sviluppo industriale

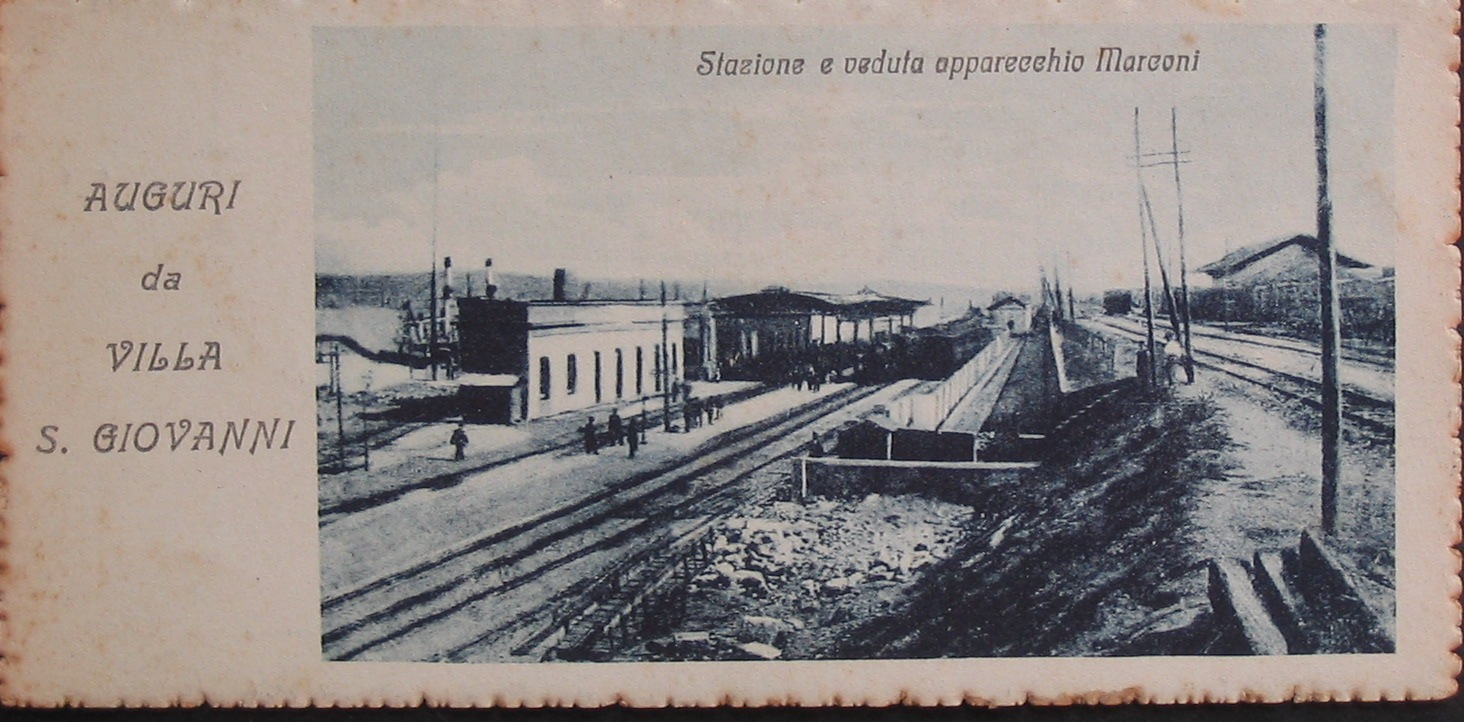
La stazione di Villa in una cartolina del 1906

Fra la fine del XVIII e la prima metà del XX secolo Villa San Giovanni era particolarmente famosa per l'allevamento del baco da seta e per le sue filande, di cui ora restano solo pochi ruderi delle 56 che operarono anticamente, le quali costituivano una importante fonte di lavoro e di sostentamento per la popolazione.
L'attività filandiera fu avviata nell'ultimo quindicennio del XVIII secolo grazie all'opera di Rocco Antonio Caracciolo, che già dal 1792 aveva reso operativi a Villa una filanda ed un filatoio, la prima situata fra il palazzo dei Caracciolo e l'attuale Fontana Vecchia, il secondo presso la strada Micene (l'attuale via Micene), vicino all'odierno asilo salesiano. La crescita dell'attività filandiera fu dovuta anche al torinese Francesco Bal, direttore della filatura nell'area di Reggio e della grande filanda di Santa Caterina.
Presto molti villesi seguirono l'esempio del Caracciolo e sorsero numerosissime filande fra Villa, Pezzo e Cannitello. L'attività industriale aveva fatto moltiplicare anche la popolazione: infatti Fossa nel 1777 registrava solo 236 anime, mentre nel 1811 gli abitanti erano 1 804, nel 1849 crebbero a 3 475 e nel 1901 raggiungevano le 6 647 unità.
Nel 1847 a Villa vi erano 44 filande, 676 mangani, 676 maestre e 676 discepole. Ma presto arrivò la meccanizzazione e con essa, dopo l'Unità d'Italia, gli investimenti di imprenditori settentrionali e stranieri, come il milanese Adriano Erba e gli inglesi Thomas Hallam ed il nipote Edward J. Eaton, che aprirono varie attività in società con filandieri villesi. La cittadina meritò allora il soprannome di piccola Manchester, in riferimento all'attività serica della città inglese di Manchester ed alla presenza industriale inglese.
Nel 1892 a Villa operavano ventuno impianti a caldaia ed un solo impianto a fuoco diretto (Bambara Pasquale). Le maggiori filande a caldaia erano la filanda Eaton (3 caldaie, 35 cavalli, 128 bacinelle e 300 addetti), la filanda Erba (3 caldaie, 42 cavalli, 110 bacinelle e 253 addetti), la filanda Florio e Marra (2 caldaie, 14 cavalli, 120 bacinelle e 238 addetti), la filanda Caminiti Giovanni e figli (2 caldaie, 16 cavalli, 56 bacinelle e 136 addetti) e la filanda Lofaro Rocco e figli (2 caldaie, 12 cavalli, 60 bacinelle e 106 addetti). Seguono altri due impianti a due caldaie (Aricò Salvatore e Sergi Cosimo) e tredici ad una sola caldaia gestiti da vari imprenditori villesi.
Il 19 marzo 1877 fu istituita la Società Operaia di Mutuo Soccorso, tuttora esistente ed operante.

#### L'industria delle pipe
Villa era inoltre famosa per l'industria delle pipe. Dal 1913 a Villa era attiva una fabbrica francese per la produzione di pipe, la Vassas, sita nei locali dell'ex filanda Erba, lungo l'attuale via Marina. Verso il 1926 venne ceduta al toscano Egidio Dei, già direttore della stessa; allora era dotata di circa 25 seghe circolari. Qui si producevano e si raffinavano pipe in radica di erica. I prodotti della fabbrica subivano la lavorazione finale nell'Italia settentrionale (specialmente a Milano), in Francia, in Inghilterra, in Germania e negli Stati Uniti. Nel suo culmine la fabbrica Dei dava lavoro a circa una cinquantina di operai, più i boscaioli ed i camionisti che trasportavano il legno, che veniva soprattutto dall'Aspromonte, ma anche dalla Sicilia, dalla Sardegna e dalla Grecia. La fabbrica fu attiva sino ai primi anni ottanta, quando fu costretta a chiudere a causa della diminuzione delle richieste e dell'aumento delle esigenze di produzione.
Nello stesso periodo fu attiva a Villa un'altra fabbrica di pipe, quella dei Tripepi, sita presso la via Fontana Vecchia, anche questa scomparsa agli inizi degli anni ottanta.

#### La costruzione della linea ferroviaria e l'inizio del traghettamento a vapore
Nel 1884 vennero inaugurate le stazioni di Villa e di Cannitello, insieme al tratto di ferrovia che le congiungeva con Reggio Calabria.
Nei primi anni del XX secolo si completò la costruzione del porto e iniziarono le corse dei moderni ferry boats a vapore per Messina. Infatti Villa veniva sempre più preferita a Reggio come principale punto di traghettamento verso la Sicilia, essendo la cittadina molto più vicina a Messina rispetto al capoluogo. Il 1º marzo 1905 la stazione di Villa venne collegata allo scalo dei ferry boats con un raccordo ferroviario, mettendo così le premesse per il servizio di traghettamento dei rotabili ferroviari. L'importanza di Villa San Giovanni andò gradualmente aumentando a danno di Reggio Calabria, in quanto l'itinerario ferroviario tirrenico, più breve di quello jonico, produsse lo spostamento del traffico ferroviario via mare sulle invasature villesi, che vennero aumentate e potenziate.

### Età contemporanea
La città all'inizio del secolo scorso veniva descritta come una cittadina operosa, industriosa ed all'avanguardia, tanto che già nel 1906 le strade cittadine erano illuminate da lampioni ad energia elettrica.

#### Il terremoto del 1908 e la ricostruzione
L'area di Villa era stata già interessata da eventi sismici sin dall'ultimo decennio del XIX secolo. Il 16 novembre 1894 vi fu un primo terremoto, che non fece vittime, ma danneggiò gran parte degli edifici, tanto che Villa entrò nel novero dei paesi terremotati e poté usufruire della legge nº535 dell'8 agosto 1895. Nel decennio successivo vi furono altri due eventi sismici, il terremoto dell'8 settembre 1905 e quello del 23 ottobre 1907. Ma la vera sciagura fu il sisma del 28 dicembre 1908, evento che devastò l'intera area dello Stretto, le città di Reggio e Messina e che fece numerose vittime tra i cittadini villesi.
A Villa si contarono 367 morti su 4 325 abitanti, l'8 % della popolazione; ad Acciarello 299 su 2 125 (il 14% della popolazione); a Pezzo 32 su 552 (il 5%). In totale, 698 morti in tutto il comune di Villa San Giovanni su una popolazione di circa 7 000 unità (stando ai dati del censimento del 1901). Si ebbero poi più di 500 feriti. I danni economici furono incalcolabili: fu distrutto tutto il centro abitato, assieme al porto con le nuovissime invasature, alla stazione e alla ferrovia, nonché alla maggior parte delle filande, mentre altre rimasero gravemente danneggiate; crollarono tutte le chiese e gli edifici pubblici. Il rione maggiormente devastato fu quello dell'Immacolata. Furono pochissime le costruzioni a resistere al sisma.
La ricostruzione ebbe inizio l'anno seguente e poté dirsi definitivamente conclusa solo nei primi anni cinquanta, con notevoli mutamenti nell'assetto urbano di Villa. I primi edifici ad essere ricostruiti già nel 1909 furono proprio le filande, per riprendere l'attività industriale e garantire l'occupazione nel territorio devastato dal sisma. Le abitazioni popolari, le chiese e gli altri edifici pubblici furono ospitati sino agli anni venti in costruzioni baraccate, in attesa del completamento delle nuove opere. Nei primi anni trenta il centro cittadino era in buona parte ricostruito, come testimoniano il Palazzo comunale (Palazzo San Giovanni), la Scuola Elementare centrale, la Chiesa dell'Immacolata e i molti edifici privati risalenti alla fine degli anni venti. Le successive costruzioni furono influenzate dall'architettura fascista, come dimostrano, per esempio, le forme geometriche austere dell'edificio della stazione centrale, progettato da Roberto Narducci.

#### Il progetto della Grande Reggio

Foto d'epoca della storica via Garibaldi

Nel 1927 il comune di Villa San Giovanni, assieme a Cannitello e ad altri comuni del circondario per un totale di quattordici, venne conurbato al comune di Reggio Calabria in seguito al progetto della Grande Reggio, mirato, secondo i promotori, a creare un unico polo urbano sulla sponda calabra dello Stretto di Messina.
Ma i disagi per la popolazione villese furono notevoli, in quanto l'accentramento degli uffici comunali nel capoluogo comportava spostamenti (allora gravosi e lunghi) per i più semplici atti amministrativi. In più la perdita dell'autonomia amministrativa avrebbe fatto svanire l'identità di Villa, ridotta a mero quartiere della Grande Reggio. Così le rimostranze, in pieno regime fascista, non mancarono: uno dei maggiori sostenitori dell'autonomia del comune villese fu don Luigi Nostro, che nello scritto inviato a Mussolini La fine di un comune, o meglio di un mandamento di dieci comuni sostenne le istanze dei villesi nei confronti del maxi-comune. Il governo, con decreto del 26 gennaio 1933, restituì l'autonomia amministrativa a Villa San Giovanni, che comprese da quella data il territorio di Cannitello (sino al 1947 anche Campo Calabro e Fiumara).

#### Il primo dopoguerra
Ulteriori ricostruzioni si resero necessarie dopo la seconda guerra mondiale, poiché nell'estate del 1943 Villa, snodo ferroviario di importanza nazionale, era stata pesantemente bombardata dalle forze alleate. Le stesse navi traghetto erano state affondate quasi tutte, essendosi salvato il solo Messina.
Le prime libere elezioni comunali dopo il fascismo si tennero a Villa il 10 marzo 1946. Si fronteggiarono due listoni: il primo, sotto il simbolo dello scudo crociato, raccoglieva la Democrazia Cristiana, molti partiti di centro ed anche degli indipendenti; la seconda lista, che aveva per simbolo una spiga di grano, era formata della sinistra. Vinse a grande maggioranza la lista centrista, soprattutto a causa del timore, diffuso in quegli anni in tutta Italia, che una vittoria della sinistra avrebbe portato il paese nell'orbita dell'Unione Sovietica. Divenne sindaco Natale Sciarrone, che restò in carica ininterrottamente per ben quattordici anni, sino al 1960.
L'annata 1946-1947 registrò uno storico avvenimento per Villa: infatti in quella stagione la Villese, squadra di calcio cittadina, partecipò per la prima ed unica volta al campionato di serie C. L'esperienza della squadra neroverde in terza serie durò solo per quella stagione, a causa di problemi societari e finanziari.

##### Richieste di autonomia
Nel 1947 il Consiglio comunale dovette pronunciarsi sull'autonomia amministrativa dei centri di Campo Calabro, Fiumara e Cannitello, annessi alla città nel 1933 in seguito alla separazione di Villa dalla Grande Reggio. Il sindaco Sciarrone fece una relazione al Consiglio sul problema, introducendolo, anche storicamente, con le tesi sulla Colonna Reggina formulate dallo storico villese don Luigi Nostro, per dimostrare che Campo e Fiumara, non avendo mai fatto parte del territorio villese, potevano divenire autonomi, ma che Cannitello già dai tempi antichi di Colonna Reggina costituiva un solo agglomerato con Villa. Aggiungeva che la popolazione di quei centri era allora: Villa 7 089 ab., Cannitello 2 646, Campo 2 958 e Fiumara 2 241. Si votò in Consiglio il 12 febbraio e passò l'autonomia di Campo e Fiumara con 16 sì e 2 no.
Ma molti cannitellesi rimasero scontenti, poiché l'autonomia non era stata concessa pure a Cannitello; così ad aprile si raccolsero le firme di 675 cittadini che chiedevano il riconoscimento per il proprio paese. Si votò in Consiglio il 22 novembre, e le istanze dei cannitellesi furono respinte con 12 voti contrari e solo 3 favorevoli.
Nel 1955 di nuovo i cittadini cannitellesi avanzarono proposte per l'autonomia del proprio paese; la questione fu discussa in Consiglio comunale il 29 maggio di quell'anno, ma anche stavolta il sindaco Sciarrone si dimostrò fortemente contrario, affermando:
Il voto consiliare diede anche stavolta esito negativo: 15 contrari e solo 7 a favore.

#### Gli anni cinquanta e sessanta
Fra la fine degli anni quaranta e l'inizio degli anni cinquanta si portarono a termine molte opere pubbliche, fra cui il completamento di Piazza Duomo, l'edificio di quattro piani destinato ad ospitare le Ferrovie dello Stato, l'acquedotto sussidiario di Bolano e le case popolari dell'INA. Un'altra importante opera di edilizia popolare fu il villaggio UNRRA di Pezzo, costituito da otto palazzine, per un totale di 32 alloggi, costruito grazie agli aiuti internazionali provenienti dall'omonima organizzazione delle Nazioni Unite. Vennero ristrutturati gli scantinati del plesso della scuola elementare, destinati ad ospitare la scuola media, poiché i vecchi locali erano inagibili. La stessa scuola media si rese autonoma nel 1953: nel 1957 constava di 12 classi, mentre nel 1963 contava già 230 alunni, più altri 230 circa destinati all'avviamento professionale.
Fra gli anni cinquanta e sessanta era particolarmente animata la vita cittadina. Molti erano i sodalizi sportivi (come la sovracitata società calcistica U. S. Villese) e lo Sporting Club Villese) e le associazioni culturali e ricreative, come il circolo Cenide. Realtà importanti erano il vecchio Cinema Caminiti, il Cinema Mignon e il Lido Cenide, allora uno dei più importanti lidi dello Stretto, fra i principali punti di aggregazione della società villese, capace di attirare artisti di fama nazionale come Little Tony. Il Lido, creato nel 1955 e situato presso gli attuali imbarchi della Caronte & Tourist, cessò la sua attività verso la metà degli anni sessanta proprio a causa degli interessi legati ai nuovi imbarchi delle compagnie private di traghettamento. La struttura, rimasta per anni in condizioni di abbandono, è stata definitivamente demolita nel novembre 2011 per far posto a nuove strutture portuali.
Il 20 marzo 1966 visitò Villa San Giovanni il Presidente della Repubblica Giuseppe Saragat.

##### Nuovi complessi industriali
Nel 1952 iniziò la sua attività la fabbrica ISA, con la produzione di componenti per sedie, a cui si aggiunse in seguito la produzione di porte. Inizialmente vi erano 120 dipendenti. La fabbrica aveva sede presso un vasto complesso situato sotto Piazza Immacolata. Fra il 1967 ed il 1968 una forte crisi di produzione costrinse la fabbrica a chiudere. L'edificio è rimasto abbandonato per parecchi decenni, finché non è stato acquistato nel 2003 dal Comune di Villa, che ha destinato l'area ad un centro polifunzionale. Nei primi mesi del 2008 è cominciata la demolizione del vecchio complesso e i lavori per la costruzione del nuovo centro.
Il 21 marzo 1964 il Prefetto di Reggio autorizzò il sig. Francesco Spatolisano, rappresentante legale della società Birra Aspromonte S.p.A., a cominciare la produzione industriale presso terreni fra Piale e Cannitello, ma il progetto decadde e non fu portato a termine.
Nel 1969, con finanziamenti ministeriali ECER per 335 milioni di lire, si inaugurò la filiale della FIAT, operante sino alla fine degli anni novanta. In seguito a una lunga opera di ristrutturazione, dal 2003 l'edificio ospita un centro commerciale.

#### L'avvento delle compagnie private di traghettamento

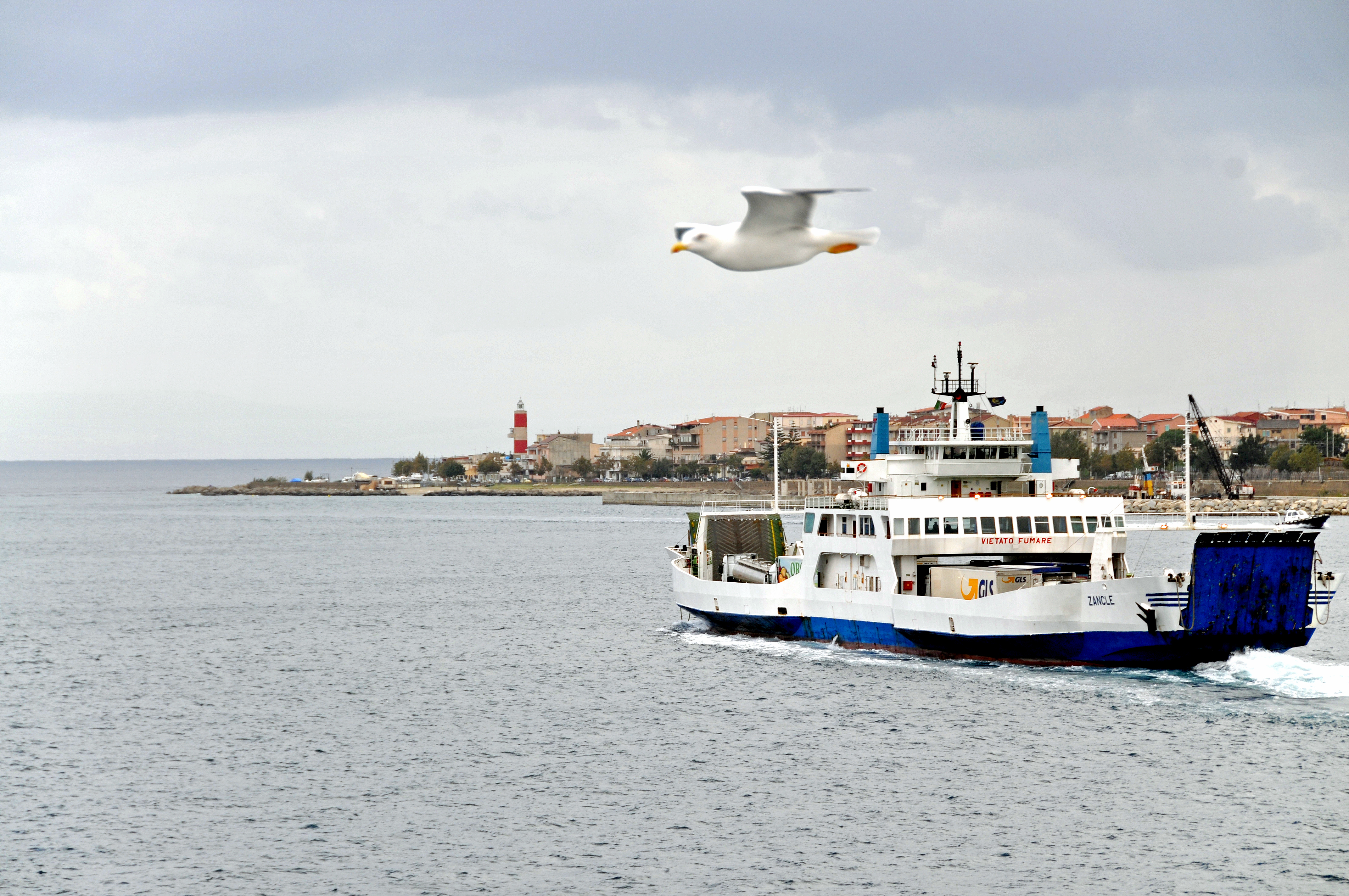
La n/t Zancle della Caronte & Tourist col faro di Punta Pezzo

Nel 1965 l'armatore Amedeo Matacena fondò la Caronte S.p.A., la prima compagnia di navigazione privata ad effettuare il servizio di traghettamento nello Stretto di Messina, seguita nel 1967 dalla Tourist Ferry Boat S.p.A. del messinese Giuseppe Franza (le due società si sono fuse nel 2003, dando vita alla Caronte & Tourist).
Finì così l'era del monopolio delle Ferrovie dello Stato e le conseguenze per Villa non tardarono. Attendendo di poter usufruire di veri e propri approdi, le zattere della Caronte provenienti da Messina sbarcavano presso Pezzo, finché la notte del 15 agosto 1968 non si abbassò il livello del sottopassaggio ferroviario fra la via Garibaldi ed il porto con camion e ruspe; successivamente venne costruito uno scivolo nel porto ed il 28 settembre 1968 iniziò le corse la prima linea di traghettamento privata fra Messina e Villa San Giovanni. Nei decenni seguenti le compagnie private di traghettamento si espansero sempre di più, sino a superare le FS: oggi le società dichiarano di trasportare l'80% del traffico di veicoli sullo Stretto, trasportando annualmente 2 300 000 automobili e 800 000 veicoli commerciali.
Le conseguenze per le città di Villa e Messina furono tuttavia in gran parte negative:
(Giacomo Iapichino, Tra Scilla e Cariddi)
Ben presto la presenza in pieno centro cittadino degli imbarchi privati comportò a Villa il passaggio di una quantità enorme di autoveicoli, provenienti dallo svincolo autostradale, per le vie cittadine, provocando la congestione del traffico urbano e un innalzamento del livello dell'inquinamento atmosferico a livelli preoccupanti. Da anni, per cercare di porre rimedio a questi problemi, è stata avanzata l'ipotesi di spostare gli imbarchi delle società private in una nuova sede a sud del centro di Villa, direttamente collegata con lo svincolo dell'A2, evitando così gli ingorghi e l'inquinamento provocati dal passaggio dei mezzi gommati.

#### Ultimi decenni
A partire dagli anni settanta Villa San Giovanni ha conosciuto una rapida crescita demografica, dovuta soprattutto ad un fenomeno di emigrazione interna che ha portato molti abitanti dei comuni limitrofi a spostarsi a Villa, prevalentemente per motivi di lavoro. Conseguentemente al veloce aumento dei residenti, gli ultimi decenni, specialmente a partire dai primi anni ottanta, hanno visto un'espansione del centro urbano ed una crescita dell'edificazione mai avute prima, in modo particolare nella zona di Pezzo e lungo il litorale, dove vaste zone prima interamente ricoperte di verde sono ora occupate da recenti costruzioni private a carattere abitativo e commerciale.
Villa ha attraversato uno dei periodi più difficili della sua storia fra il 1985 ed il 1991, periodo in cui una violentissima faida fra famiglie di 'ndrangheta ha insanguinato il reggino, coinvolgendo anche la cittadina dello Stretto e mietendo numerose vittime nella cittadinanza villese, fra cui il vicesindaco della città Giovanni Trecroci, assassinato l'11 febbraio 1990. Inoltre, il 9 agosto 1991 trovò la morte presso Piale, sulla strada provinciale che collega Villa con Campo Calabro, il Sostituto Procuratore Generale presso la Corte suprema di cassazione Antonino Scopelliti, che nei mesi seguenti avrebbe dovuto sostenere l'accusa in Cassazione nel maxiprocesso contro Cosa Nostra, mentre si trovava in vacanza nel suo paese natale, Campo Calabro. La faida di 'ndrangheta è terminata nel 1991 e da allora non si sono più verificati a Villa atti di violenza di tale gravità.
Oggi Villa si presenta ancora come una cittadina in continua espansione, registrando un importante aumento dei cittadini di nazionalità straniera nell'ultimo decennio.

### Simboli
Lo stemma di Villa San Giovanni venne riconosciuto con Decreto del Luogotenente Generale del 20 settembre 1917, successivamente corretto con nota della presidenza del Consiglio dei ministri del 24 febbraio 2003.
Le foglie di gelso, i bachi da seta e l'aspo di filanda rappresentano l'industria dell'allevamento del baco da seta e della sua filatura.
La colonna ricorda la Columna Rhegina che sorgeva al termine della via Aquilia, probabilmente presso Cannitello, frazione di Villa San Giovanni, e che segnalava il sito di traghettamento dal punto della costa continentale più vicino alla Sicilia.
Il gonfalone in uso è un drappo di azzurro.

## Monumenti e luoghi di interesse

### Architetture religiose
Le chiese villesi datano la loro fondazione e costruzione originaria fra il XVIII ed il XIX secolo; dopo la distruzione causata dal disastroso terremoto del 1908, sono state tutte ricostruite fra gli anni venti e sessanta del secolo scorso.
Le principali chiese del centro cittadino di Villa sono quelle dedicate alla Madonna Immacolata e alla Madonna del Rosario. Le altre chiese, situate nei quartieri e nelle frazioni di Villa, sono: il Santuario della Madonna delle Grazie di Pezzo; la Chiesa della Santa Croce di Piale; la
Chiesa di Maria Santissima di Porto Salvo di Cannitello; la Chiesa della Madonna del Rosario di Ferrito; la Chiesa dei Santi Cosma e Damiano di Acciarello. Tutte formano attualmente Parrocchia, ma le chiese dell'Immacolata e del Rosario sono state recentemente riunite nell’Unità Pastorale Mons. Giovanni Ferro, amministrata dai padri Somaschi, presenti a Villa dal 1971.
A Porticello è ubicata un'antica cappella, dedicata anch'essa a Maria SS. del Rosario, recentemente sottoposta a ristrutturazione e riaperta al pubblico culto; lungo la via Nazionale sorge un tempio privato dedicato a Sant'Antonino, risalente alla metà del XIX secolo; presso il rione Santori si intravede il rudere della chiesetta di Santa Filomena. 

#### Chiesa dell'Immacolata

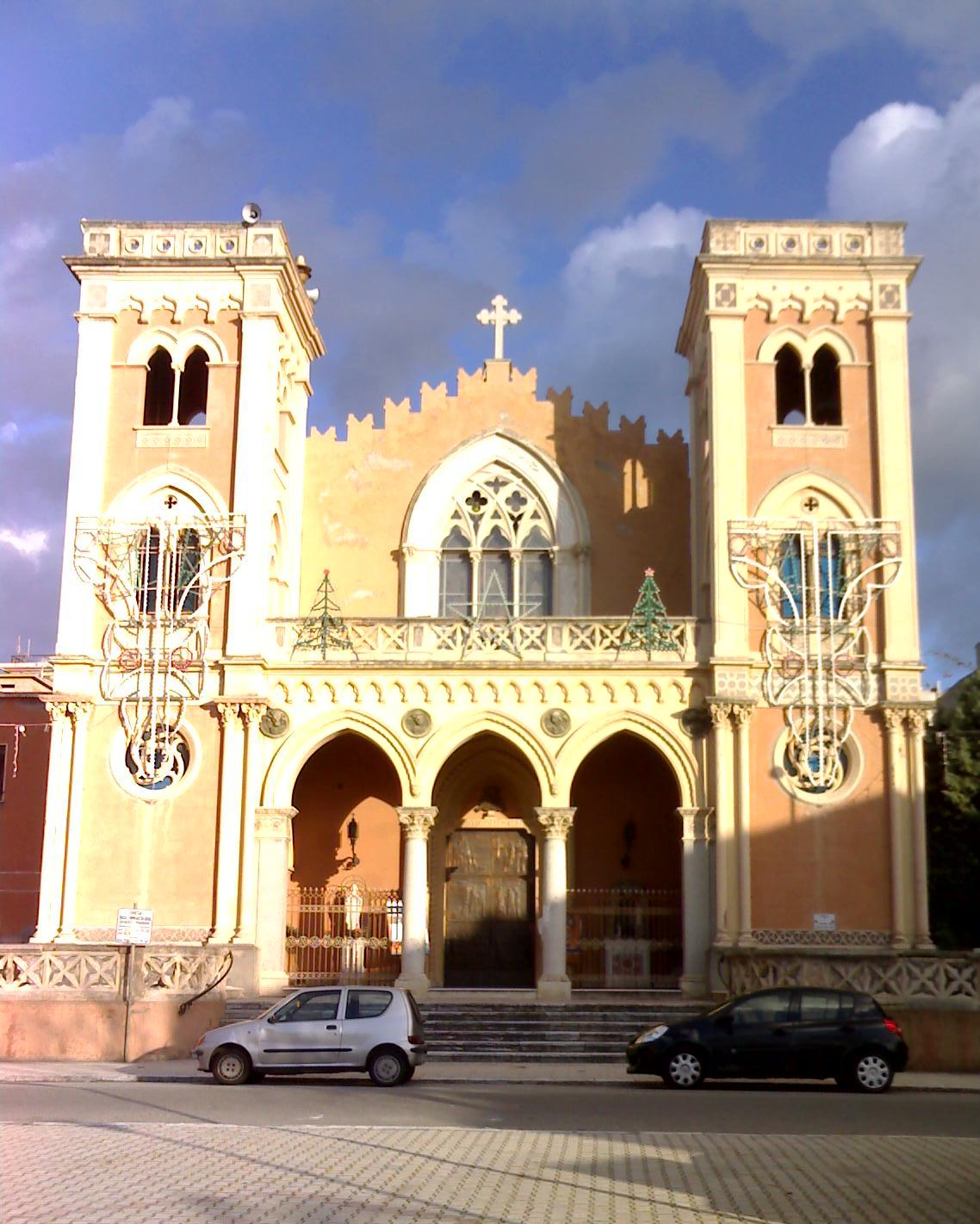
Facciata della chiesa dell'Immacolata (addobata per le festività natalizie)

La chiesa dell'Immacolata risale alle origini stesse di Villa San Giovanni: infatti la prima chiesa presente presso il borgo di Fossa era una chiesetta dedicata all'Immacolata Concezione, visitata nel 1692 dall'arcivescovo di Reggio mons. Martino Ybañez y Villanueva, il quale vi notò tre altari dedicati a San Martino, Sant'Antonio di Padova e San Giovanni Battista. La chiesa era frequentata e si davano alla popolazione le nozioni elementari del catechismo. Già nel 1768 era sorta la Congrega dell'Immacolata. In quegli stessi anni venne eretta una chiesetta dedicata a San Giovanni Battista, probabilmente presso l'attuale rione Fontana Vecchia. La Chiesa dell'Immacolata venne elevata a Parrocchia il 6 agosto 1789; prima di allora era retta da un economo dipendente dal parroco di Campo Calabro.
Nel frattempo, l'edificio di culto (situato presso l'attuale piazza Pretura, dunque in un sito diverso dall'attuale) era già stato distrutto una prima volta dal terremoto del 1783: venne ricostruito definitivamente sullo stesso terreno nel XIX secolo, in un sobrio stile neoclassico. Questa nuova chiesa venne nuovamente rasa al suolo a causa del devastante sisma del 28 dicembre 1908. Dal 12 settembre 1909 divenne funzionale la chiesa baracca, benedetta l'8 febbraio 1914. Il 24 luglio 1927 fu appaltata la costruzione della nuova chiesa, di dimensioni più imponenti, in stile neo-romanico, su progetto dell'architetto Pietro De Nava, situata in un luogo diverso rispetto alla vecchia chiesa, cioè nella parte della città digradante verso il mare, per costruire un edificio più grande (difatti la zona dove venne costruita la nuova chiesa era pressoché disabitata all'epoca).
Il nuovo tempio venne solennemente consacrato l'8 dicembre 1929, festa solenne dell'Immacolata Concezione, dall'arcivescovo mons. Carmelo Pujia. Dal 1993 è retta dai padri Somaschi. Le vetrate artistiche sono state realizzate nel 1953 dalla pittrice milanese Amalia Panigati.

#### Chiesa della Madonna del Rosario

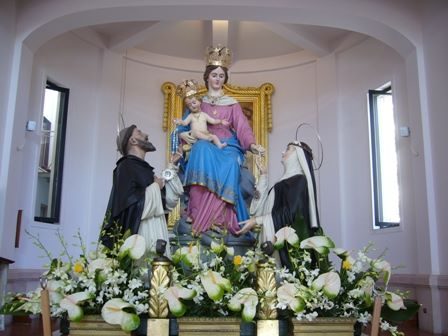
La statua di Maria SS.ma del Rosario presso l'omonima chiesa

Nel XVIII secolo esisteva già presso il quartiere Fontana Vecchia una chiesetta dedicata alla Madonna del Rosario, oltre ad un'altra vicina dedicata a San Giovanni Battista.
Verso la metà del XIX secolo, il sindaco Giovanni Corigliano, preoccupato per l'estetica urbana di Villa (che si riempiva di filande e ciminiere, ma difettava di monumenti e chiese), propose la costruzione di un nuovo edificio sacro in un luogo che conciliasse le esigenze dei vari quartieri; si scelse allora di costruire l'opera in un'area del centro cittadino corrispondente allo spazio dove sorge l'attuale chiesa, prossima al municipio. Tuttavia, quando si cominciavano già ad erigere i muri del tempio, vennero mosse delle obiezioni al progetto: si temeva che pure questa nuova chiesa venisse su infossata, come era successo alla vecchia chiesa dell'Immacolata, che a causa della costruzione della Strada Nazionale rimase circa 3-4 metri sotto il livello della strada stessa.
Allora venne abbattuto tutto il costruito e il progetto della nuova chiesa del Rosario venne affidato al celebre architetto reggino Scopelliti, il quale fece erigere un alto terrapieno e progettò una maestosa chiesa in stile gotico. In pochi anni, grazie soprattutto alle offerte dei fedeli, la costruzione era giunta ad uno stadio avanzato ed era quasi terminata la costruzione della monumentale facciata con tre portali. Ma dopo l'Unità d'Italia congiunture politiche impedirono il completamento dell'opera; il Terremoto del 1908 distrusse gran parte di quell'edificio incompleto e non restò che abbatterlo. Al suo posto venne eretto un mercato coperto, che funzionò sino agli anni cinquanta del secolo scorso.
Nel dopoguerra si sentì nuovamente l'esigenza di una seconda chiesa per il centro di Villa, oltre quella dell'Immacolata: si intraprese così la costruzione della nuova chiesa del Rosario, completata nei primi anni sessanta. Venne elevata a parrocchia il 1º aprile 1971 ed affidata sin da quella data ai Padri Somaschi, che dagli anni novanta reggono anche la parrocchia dell'Immacolata e ora pure quella di Acciarello, dopo essere stati per anni a Piale. È quindi la più giovane delle parrocchie villesi, ma ha dietro di sé una storia secolare di devozione alla Madonna del Rosario.

#### Chiesa dei Santi Cosma e Damiano

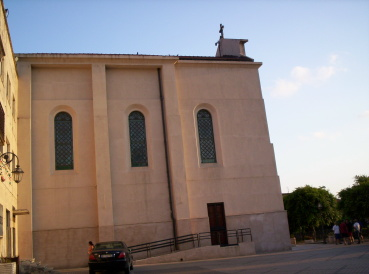
Vista laterale della chiesa dei Santi Cosma e Damiano

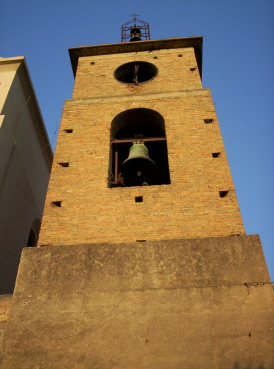
Il campanile della chiesa dei Santi Cosma e Damiano

Nel 1742 don Giuseppe Azzarello fu autorizzato dall'arcivescovo ad erigere una chiesa intitolata ai Santi Cosma e Damiano presso il nuovo abitato che gli stessi Azzarello stavano costituendo a sud di Fossa. La chiesa venne distrutta dal terremoto del 1783 e ricostruita nel 1811, fase cui risale l'attuale campanile. La chiesa, non ancora definitivamente ultimata, venne riaperta al culto nel 1851 e nuovamente distrutta dal terremoto del 1908.
In seguito alla successiva ricostruzione il campanile ha attualmente un'altezza minore della chiesa stessa. Questa subì ulteriori danni durante la seconda guerra mondiale e subì quindi un'ulteriore parziale ricostruzione. Negli ultimi anni è stata oggetto di un importante e pregevole restauro che ha interessato l'interno del tempio.

### Il fenomeno della Fata Morgana
Nelle mattinate invernali, dopo abbondanti piogge e solo in particolari condizioni di cielo sereno, può verificarsi il fenomeno della Fata Morgana: le particelle d'acqua rimaste sospese nell'aria dopo la pioggia creano come una gigantesca lente d'ingrandimento, facendo in modo che la costa siciliana appaia distante da quella calabra solo poche centinaia di metri, mentre in realtà distano ben 3 km. Questo fenomeno si verifica solo sul litorale calabrese guardando la costa siciliana e mai viceversa.

### La Fontana Vecchia
Già dal 1792 la famiglia Caracciolo aveva permesso che l'acqua arrivasse presso l'abitato di Villa, ma agli inizi del XIX secolo non si era ancora riusciti a innalzare una fontana in muratura definitiva per servire il fabbisogno della popolazione. Solo nel 1829 il Ministero dell'Interno approvò definitivamente un progetto di fontana, simile a tempietto, su disegno dell'ingegnere reggino Calabrò, per una spesa di 127,38 ducati. Furono eletti dapprima due e poi tre deputati per l'esecuzione dei lavori, ricordati nell'epigrafe collocata nella fontana insieme all'intendente Bonaventura Palamolla, mentre non si fa menzione di colui che era stato l'ideatore di questa fontana, nonché il fondatore di Villa San Giovanni, cioè Rocco Antonio Caracciolo. La fontana venne eretta nel 1830 e reca sulla sommità l'epigrafe latina che ricorda gli esecutori:
(L'iscrizione sulla sommità della costruzione indicante gli esecutori materiali)

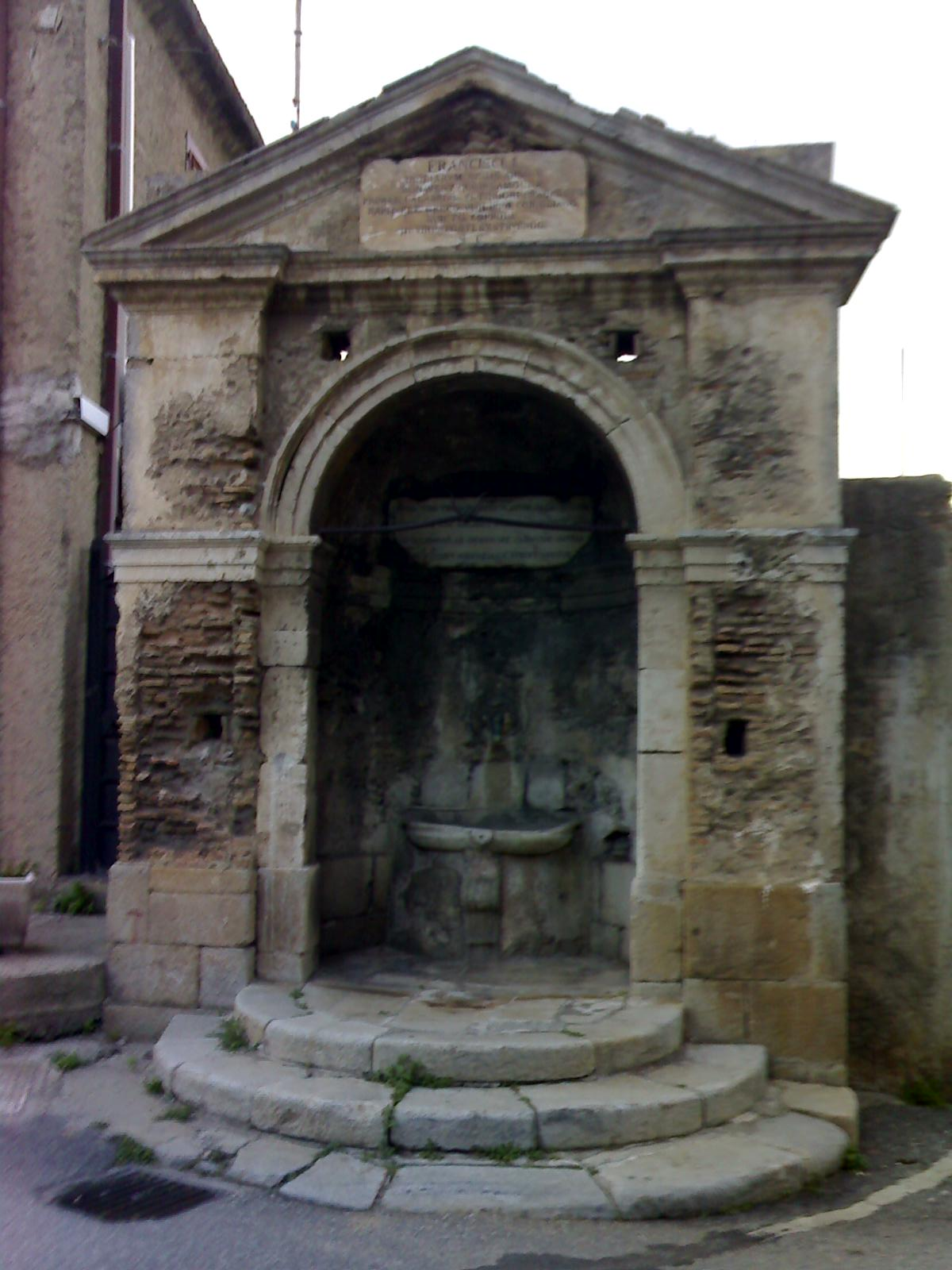
La Fontana Vecchia (1830), il più antico monumento esistente a Villa

All'interno della fonte, proprio sopra il getto dell'acqua, sono scolpiti su di un marmo questi distici latini, che Luigi Nostro attribuisce al latinista reggino Gaetano Paturzo, molto attivo nella zona all'epoca:
(L'epigrafe nella parte interna, posta sopra il gettito dell'acqua, composta da Gaetano Paturzo)
La fontana fu eretta dietro la dimora della famiglia Caracciolo, nel rione oggi chiamato Fontana Vecchia, che da essa prese poi il nome. Dal 1903 Villa fu servita dall'acqua corrente e la fontana perse d'importanza; così venne dismessa e assunse il nome di Fontana Vecchia. È resistita a tutte le calamità naturali ed alle guerre che hanno più volte distrutto o gravemente danneggiato Villa ed oggi è la più antica vestigia del centro cittadino.

## Società

### Evoluzione demografica
Abitanti censiti

### Etnie e minoranze straniere
Gli stranieri residenti a Villa San Giovanni al 31 dicembre 2022 sono 814 e rappresentano il 6,4% della popolazione residente. La comunità straniera più numerosa è quella proveniente dalla Romania con il 30% circa di tutti gli stranieri presenti sul territorio, seguita dal Marocco e dalla Albania.
1. Romania 241
2. Marocco 128
3. Albania 54
4. Bangladesh 53
5. Ucraina 38

## Cultura

### Istruzione
A Villa hanno sede: il XXXVIII Circolo Didattico Giovanni XXIII, con sedi staccate di scuola dell'infanzia a Pezzo e Ferrito e di scuola primaria a Cannitello (dedicata a san Giovanni Bosco), Pezzo e Acciarello; la scuola secondaria di primo grado Rocco Caminiti, con sede staccata a Cannitello; una sezione staccata di I.P.S.I.A. (Istituto Professionale di Stato per l'Industria e l'Artigianato), già dipendente dall'Istituto Enrico Fermi di Reggio Calabria, dal 2012 accorpato al Liceo Scientifico di Bagnara Calabra; un I.P.A.T. (Istituto Professionale Alberghiero Turistico); un Istituto d'istruzione superiore che accorpa il Liceo Luigi Nostro (già Istituto magistrale), con le sezioni di Liceo delle scienze umane, Liceo Linguistico, Liceo Classico e Liceo Scientifico e l'Istituto Tecnico Commerciale Leonida Repaci. La presenza di tali istituti superiori fa di Villa una meta di pendolarismo per studenti provenienti da una vasta area della provincia di Reggio Calabria compresa fra Catona e la Piana di Gioia Tauro.

## Geografia antropica

### Frazioni e quartieri

#### Acciarello
Il quartiere di Acciarello costituisce la parte più meridionale dell'abitato di Villa ed è prossimo alla località Bolano, che segna il confine col comune di Reggio Calabria. Qui ha sede la parrocchia dei Santi Cosma e Damiano ed una scuola primaria, plesso del XXXVIII Circolo Didattico di Villa.
Nacque nel XVIII secolo e prese il nome dalla famiglia degli Azzarello, profughi provenienti da Messina per sfuggire all'epidemia di peste del 1742-1743. Gli Azzarello acquistarono dei terreni a sud dell'abitato e vi si stabilirono insieme ai propri lavoranti.

#### Cannitello
La frazione di Cannitello è il limite settentrionale del comune di Villa San Giovanni. Costituisce uno dei più gradevoli e caratteristici borghi di mare della Calabria. La località si sviluppa interamente lungo la costa calabra dello Stretto ed è uno dei pochi centri abitati con abitazioni sul lato mare che si affacciano direttamente sulla spiaggia, dalla quale si gode di una vista che spazia, nelle giornate di tempo sereno, da Capo Vaticano alle Isole Eolie. Al censimento del 2001, l'abitato con i centri circostanti contava 3.281 residenti.

#### Pezzo
Il quartiere di Pezzo si sviluppa lungo la costa dalla fine dell'adiacente centro di Cannitello sino al porto di Villa e sino al centro cittadino all'interno. Il suo fulcro è l'omonima Punta Pezzo, il punto più prossimo alla sponda siciliana dello Stretto, dove si trova il nucleo più antico del quartiere ed il Santuario di Maria Santissima delle Grazie.
Considerato sino ai primi anni ottanta come una zona marginale, essendo allora costituito soprattutto da terreni agricoli ed abitato da poche famiglie di pescatori, in pochi anni si è velocemente espanso sino a raggiungere il centro cittadino ed a divenire il quartiere più popoloso di Villa. Il borgo nei dintorni della chiesa mantiene ancora oggi il suo aspetto marinaro, con le imbarcazioni da pesca ormeggiate lungo il lungomare villese, da cui si gode di una amplissima vista sullo Stretto.

#### Piale
La frazione di Piale è contigua a Cannitello. L'abitato si trova in posizione panoramica sullo Stretto e si allunga verso sud su due costoni del torrente Campanella, sulle colline che sovrastano Cannitello, di fronte a Campo Calabro ed ai piani di Matiniti. A Piale ha sede la parrocchia della Santa Croce.

## Economia

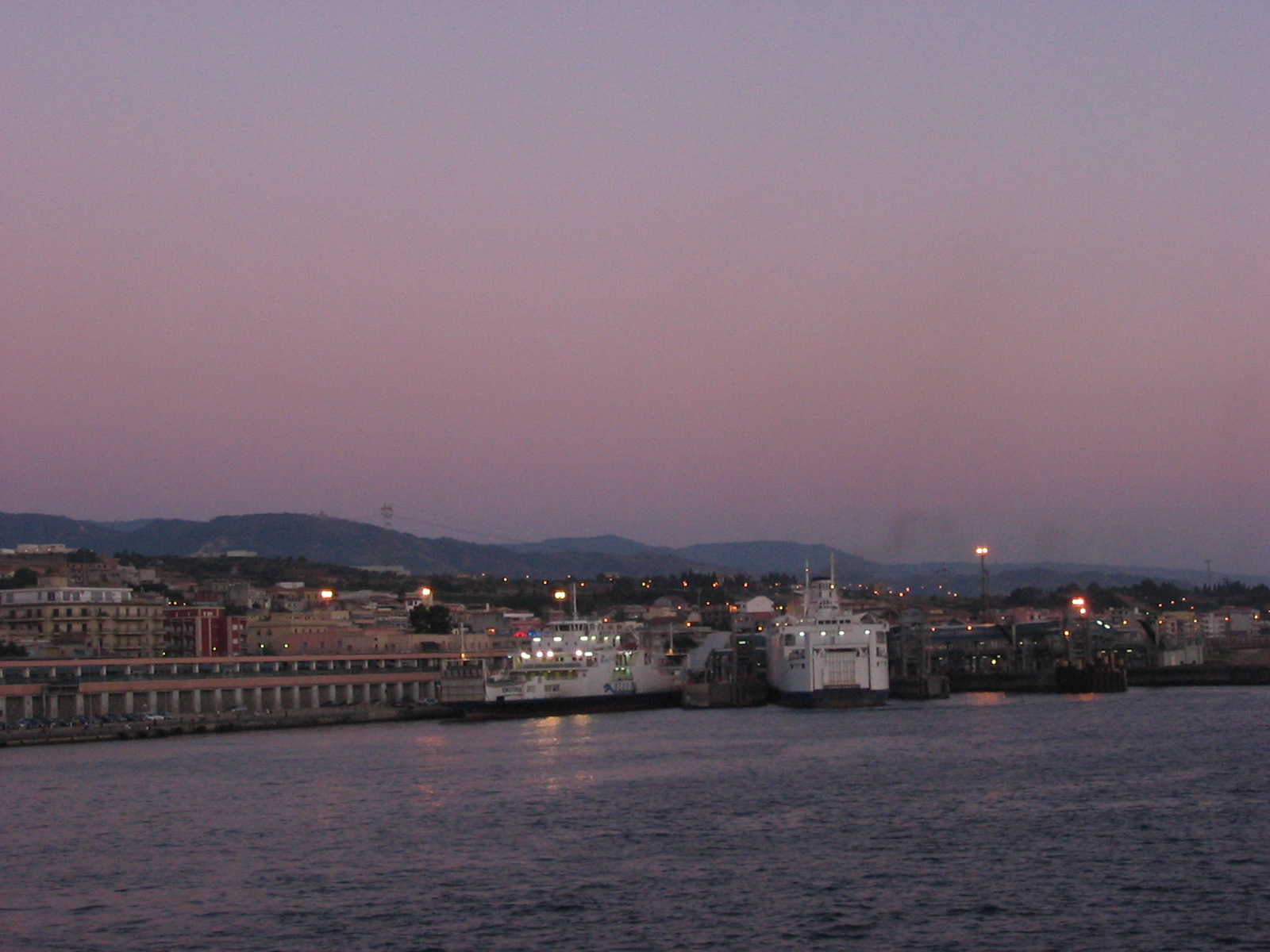
Vista delle invasature delle navi FFS nel porto di Villa

Uno degli elementi principali dell'economia di Villa è costituito dai servizi di traghettamento per la Sicilia. Sino agli anni sessanta il monopolio nel traghettamento era detenuto dalle Ferrovie dello Stato; tale monopolio terminò con la nascita delle compagnie private di traghettamento Caronte S.p.A. e Tourist Ferry Boat S.p.A., dal 2003 riunitesi in Caronte & Tourist S.p.A.. Dagli anni duemila le Ferrovie dello Stato hanno affidato i servizi di traghettamento a Bluvia, la divisione marittima di Rete Ferroviaria Italiana S.p.A. . Le navi traghetto costituiscono ancora oggi una delle principali fonti di occupazione della città, ma gli occupati villesi in questo settore non raggiungono più le elevate percentuali dei decenni scorsi.

## Infrastrutture e trasporti
Villa San Giovanni è attraversata da una autostrada importante, dove vi è il termine ed anche punto di accesso per i traghetti per la Sicilia attraverso la SS738 di Villa San Giovanni: la Autostrada A2 del Mediterraneo. Vi sono anche dalla SS18 Tirrena Inferiore e altre strade provinciali che collegano i vari paesi confinanti.
Nei pressi del porto vi è anche la stazione RFI di Villa San Giovanni, posta sulla linea Tirrenica Meridionale, con la diramazione Villa San Giovanni Mare per le imbarcazioni dirette verso la Sicilia.
La stessa è collegata anche dalle navi che provengono da Messina, gestite dalle Ferrovie dello Stato e Caronte & Tourist S.p.A., che consentono un collegamento veloce tra la penisola e la Sicilia. Per questo, soprattutto nei periodi estivi quando vi è esodo, il comune soffre spesso di una mole di traffico elevata diretto dalle navi alla A2 e viceversa.

## Amministrazione

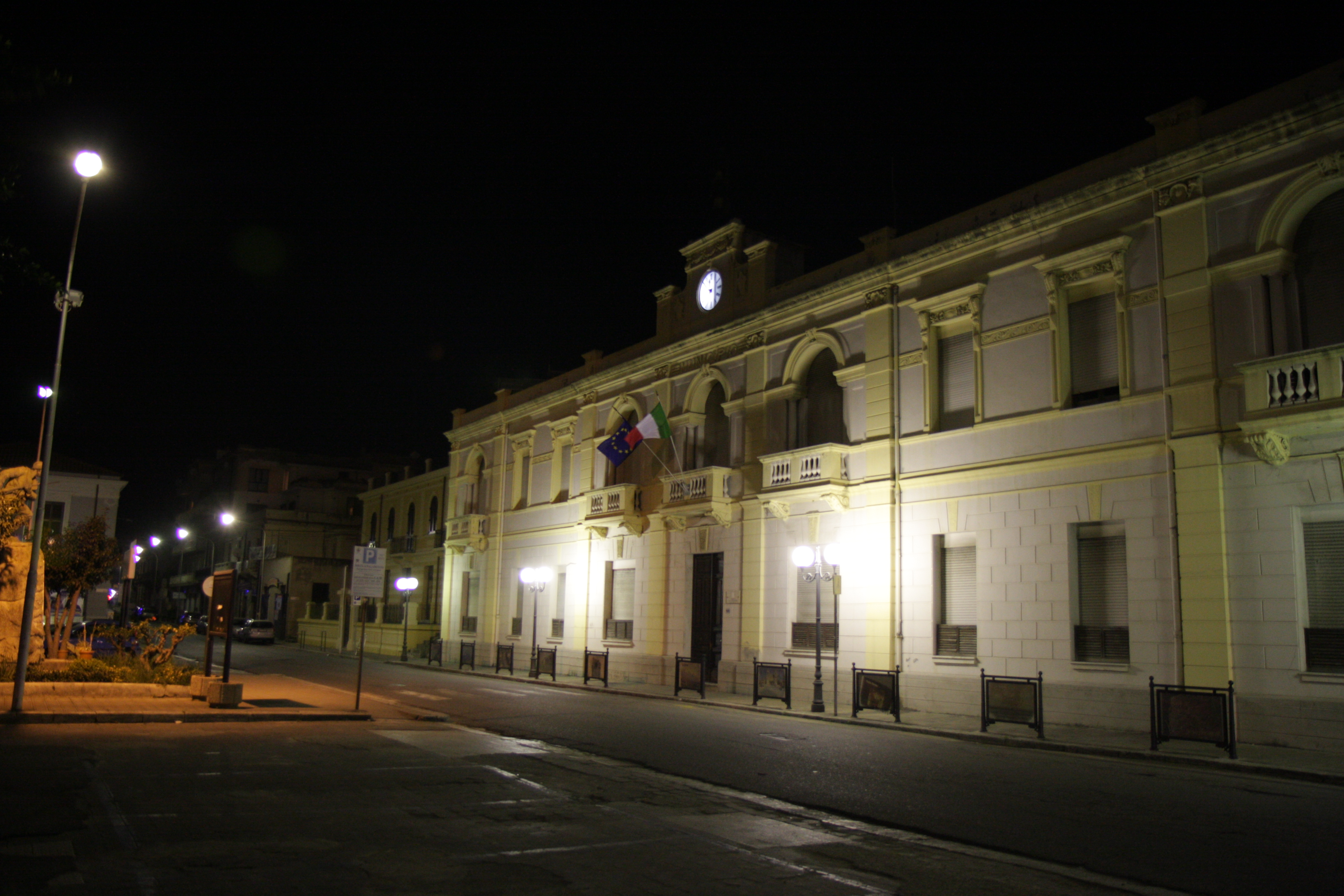
Il Municipio della città

| Sindaco                | Periodo          | Periodo          | Partito         | Carica                   |
| ---------------------- | ---------------- | ---------------- | --------------- | ------------------------ |
| Natale Sciarrone       | 1946             | 1960             | DC              | Sindaco                  |
| Nino Caminiti          | 1960             | 1964             | DC              | Sindaco                  |
| Felice Lazzaro         | 1965             | 1969             | DC              | Sindaco                  |
| Natale Sciarrone       | 1970             | 1971             | DC              | Sindaco                  |
| Antonio Aragona        | 1973             | 1975             | DC              | Sindaco                  |
| Giovanni Messina       | 1975             | 1978             | DC              | Sindaco                  |
| Antonio Aragona        | 1978             | 1983             | DC              | Sindaco                  |
| Salvatore Delfino      | 1983             | 1987             | DC              | Sindaco                  |
| Domenico Aragona       | 1988             | 1992             | DC              | Sindaco                  |
| Giovanni Santoro       | 1992             | 1993             | PSI             | Sindaco                  |
| Cosimo Antonio Calabrò | 1993             | 1998             | Centro-sinistra | Sindaco                  |
| Rocco Cassone          | 1998             | 2008             | Centro-sinistra | Sindaco                  |
| Giancarlo Melito       | 2008             | 2009             | Centro-sinistra | Sindaco                  |
| Mario Rosario Ruffo    | giugno 2009      | marzo 2010       | -               | Commissario prefettizio  |
| Rocco La Valle         | 28 marzo 2010    | 31 maggio 2015   | Centro-destra   | Sindaco                  |
| Antonio Messina        | 31 maggio 2015   | 23 dicembre 2016 | Centro-destra   | Sindaco                  |
| Gerlando Iorio         | 23 dicembre 2016 | 11 giugno 2017   | -               | Commissario prefettizio  |
| Giovanni Siclari       | 11 giugno 2017   | 14 giugno 2017   | Centro-destra   | Sindaco                  |
| Maria Grazia Richichi  | 14 giugno 2017   | 6 ottobre 2017   | Centro-destra   | Sindaco facente funzioni |
| Vittorio Saladino      | 6 ottobre 2017   | 10 luglio 2018   | -               | Commissario prefettizio  |
| Giovanni Siclari       | 10 luglio 2018   | 18 dicembre 2019 | Centro-destra   | Sindaco                  |
| Maria Grazia Richichi  | 18 dicembre 2019 | 30 ottobre 2021  | Centro-destra   | Sindaco facente funzioni |
| Marco Oteri            | 3 novembre 2021  | 12 giugno 2022   | -               | Commissario prefettizio  |
| Giuseppina Caminiti    | 12 giugno 2022   | in carica        | lista civica    | Sindaco                  |

## Sport

### Calcio
Ha sede nel comune la società di calcio Associazione Sportiva Dilettantistica Villese, fondata nel 1945 come Unione Sportiva Villese e rifondata più volte. Ha disputato campionati dilettantistici regionali, raggiungendo il suo apice con la Serie C nel 1946-47.
La società di calcio a 5, Xenium milita in Serie C2.

### Nuoto
Ogni estate, nel mese di agosto, si svolge nelle acque dello Stretto di Messina la Traversata dello Stretto, gara di nuoto di livello internazionale che vede la partecipazione di decine di atleti, provenienti da tutta Italia ed anche dall'estero. La traversata comincia presso Capo Peloro, limite estremo del canale sulla sponda siciliana, e si conclude presso la spiaggia di Pezzo: gli atleti attraversano quindi un braccio di mare lungo più di 3 km.

### Basket
A Villa è attiva una società di basket maschile denominata A.S.D. Basket Città di Villa San Giovanni, già partecipante ai campionati provinciali

### Pallavolo / Volley
Dall'unione delle due società presenti di volley femminile, la Costa Viola Volley e la Volley Cenide Villa S. G., nella stagione 2019/2020 nasce la Villese Volley che prende parte al massimo campionato regionale di Serie C oltre a tutti i campionati giovanili , con l'obiettivo di portare la pallavolo locale ad uno step più alto.

### SittingVolley
La Volley Cenide Villa San Giovanni dalla stagione 2016/2017 è l'unica società calabrese a prendere parte al campionato Italiano di SittingVolley Femminile.